# Agustín Balbuena
Agustín Balbuena (Santa Fé, 1 de setembro de 1945 – 9 de março de 2021) foi um futebolista argentino que competiu na Copa do Mundo FIFA de 1974. Atuou no Independiente na primeira metade da década de 1970, com o qual conquistou quatro títulos da Copa Libertadores da América de 1972 a 1975, e um da Copa Intercontinental em 1973.
Morreu em 9 de março de 2021, aos 75 anos de idade.